# Оттар

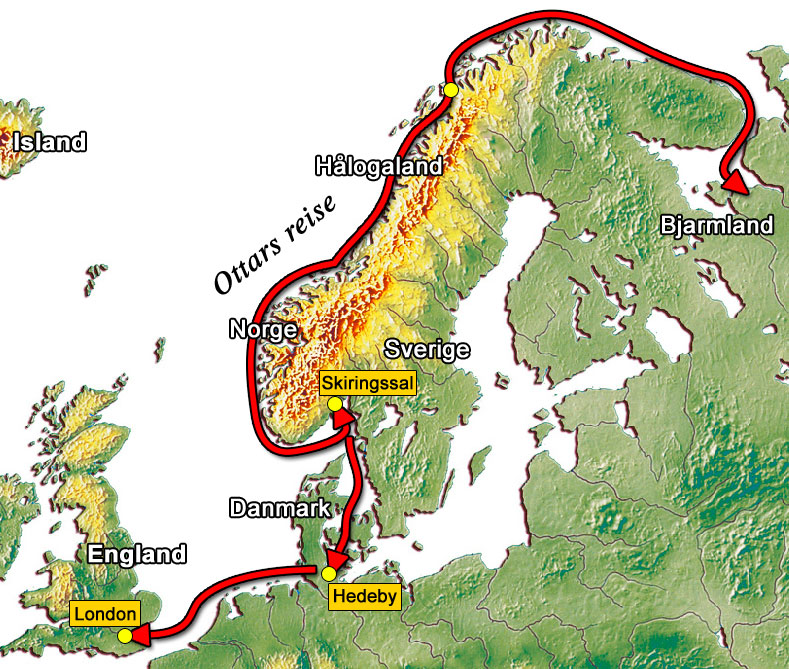
Путь Охтхере из Норвегии в Белое море и Англию

Охтхере из Холугаланда (Оттар, Отер; др.-англ. Ōhthere from Hālgoland, др.-сканд. Óttarr fra Hålogaland) — путешественник, норвежец, возможно, находившийся на службе короля Альфреда Великого, совершивший морское путешествие вдоль побережья Скандинавии и Кольского полуострова и прибывший в Биармию и, предположительно, пересёкший воды Белого моря или даже течение Северной Двины.
Вернувшись в Англию, Охтхере предстал перед королём Альфредом с сообщением о своём путешествии. По приказу короля Альфреда Великого его рассказ был записан, вероятно, с его слов неким придворным писцом Альфреда, и включен в древнеанглийский перевод "Истории против язычников" Павла Орозия. 
Вероятно, текст был записан со слов самого Оттара, что можно предположить на основе анализа стилистики произведения, поскольку в нём часто повторяется фраза др.-англ. Ōhthere sǣde («Оттар сказал»). Само путешествие датируется не ранее 870 и не позднее 891 года.

## Этимология имени
Охтхере (др.-англ. Ōhthere from Hālgoland) является древнеанглийским именем и, скорее всего, является переводом древненорвежского имени путешественника, Оттар (др.-сканд. Óttarr fra Hålogaland), поскольку Охтхере по происхождению был норвежцем. Под именем Оттар его, возможно, знали в Норвегии. 
Древнеанглийское имя путешественника на русский язык переводится единым образом как Охтхере, либо иногда как Охзере или Охтере. Древненорвежское имя Оттара в русских переводах встречается также в форме Отер (возможно, прочитанное как английское).  

## Происхождение и положение

### Родина путешественника Охтхере
Автором произведения назван некий норвежец по имени Охтхере (др.-англ. Ōhthere), или Оттар (др.-исл. Ottar). По другим рукописям и летописным произведениям имя этого человека неизвестно. Исследователи предполагают возможным, что рассказ был написан со слов самого Охтхере неизвестным придворным писцом Альфреда Великого. Вряд ли Охтхере был подданным Альфреда в прямом смысле, поскольку проживал в Скандинавии, но обращался к нему, как к своему господину, чего требовали обычаи тех времён.
Из самого рассказа можно понять, что Охтхере был родом из северной Норвегии, из провинции Халогаланд, и занимался зверобойным промыслом, скотоводством и морской добычей китов, тюленей и моржей. В самом тексте "Путешествия" приводятся подробные сведения о занятиях и имуществе Оттара. Предполагается, что Оттар во время промысловых походов побывал во многих местах Северного и Атлантического океанов.
В рассказе Охтхере сообщает, что он проживает в Халогаланде, и дом его находится "находится далеко к северу отсюда; но вся она [его земля, Норвегия - прим. авт.] пустынна, кроме немногих мест, где-то там, то здесь живут финны, охотясь зимой, а летом занимаясь рыбною ловлей у моря". Сам он говорит о том, что он бывал у самых северных из всех людей севера. Некоторые исследователи пытаются идентифицировать место проживания Оттара, предполагая, что его дом мог находиться в окрестностях Тромсё, в южной части современного Тромса, на острове Сенья, Сёр-Квалёй или Маланген, что также неподалёку от современного Тромсё.
К сожалению, о личности Охтхере известно только то, что можно прочитать в самом тексте; однозначно можно сказать лишь то, что сам Оттар был из северной Норвегии, из провинции Халогаланд, и занимался морским промыслом. Но однозначно можно говорить о том, что он был норвежцем и прибыл в Англию лишь по каким-то делам, возможно, связанным с торговлей или экспансией викингов, либо, по оценкам некоторых исследователей, был вовсе изгнанником. Кажется маловероятным то, что Охтхере был поданным короля Альфреда Великого в прямом смысле, но с точки зрения феодальной иерархии обращался к нему как к своему господину.  

### Занятия и жизнь Охтхере
Охтхере был одним из первых (др.-англ. fyrstum) людей своей страны. К.-О. Масдален отмечает, что это можно понимать как указание на то, что он был либо вождём, либо неким правителем. Охтхере утверждает, что он является богатым и состоятельным человеком: он владел 600 северными оленями (др.-англ. hranas), среди которых было шесть оленей-приманок, которых очень ценили финны, поскольку использовали их для ловли диких оленей. В его имении было не более чем 20 коров, 20 овец и столько же свиней, а пашню он пахал лошадьми. Однако он отмечает, что его главным доходом были налоги, которые платят им финны: финская дань бывает дикими животными, птичьим пухом, китовой костью, судами из шкур китов и тюленей. Самым высокородным должны платить 15 куньих шкурок, 5 оленьих и одну медвежью шкуру, 10 амберов перьев и шубу медвежью или из выдры, и 2 корабельных каната, каждый чтоб был 60 элей длиною (= 68 м): один из китовой шкуры, другой из тюленьей. Оттар был вовлечён в торговлю мехами.
Другим источником дохода Охтхере был морской промысел, охота на китов и моржей. Он говорит о том, что его родная земля лучше всего подходит для охоты на китов. Моржи (названные коне-китами, др.-англ. horshwæl, что и переводится как "морж") там достигают 8 метров, а киты - 60 метров в переводе древнеанглийской системы мер на современный язык. Отмечается, что данные сведения либо неправильно истолкованы, либо преувеличены, а слова Охтхере о том, что он с пятью людьми за два дня добыл шестьдесят китов, кажутся маловероятными и даже могут относиться не к китам, а к моржам.
Исследователи отмечают, что Охтхере описывается прежде всего как торговец, и что его визит к королю Альфреду был связан либо с планами короля относительно создания военного флота, либо желанием прекратить зависимость от Норвегии и полностью восстановить свои владения и состояние страны (которая подвергалась жестоким атакам викингов), либо непосредственно с торговыми делами. Однако ни одну из этих версий доказать не представляется возможным. В тексте рассказа нет никаких сведений о путешествии Охтхере в Уэссекс и его целях, кроме нескольких упоминаний о том, что он посетил торговые центры Скирингсхеаль и Хедебю.
Возможно, Охтхере знал ещё и финский язык (помимо древнескандинавского и, вероятно, древнеанглийского, хотя мог пользоваться и переводчиком при разговоре с Альфредом Великим), поскольку он отчётливо заметил, что язык лесных финнов и биармийцев схожи, некоторое время говорил с биармами и, что самое главное, брал дань с финнов, для чего желательно знать хотя бы основы их языка. Однако он, сообщая о рассказах биармов о своих землях и их соседях, в то же время говорит: "for þæm he hit self ne geseah þa Finnas", что обычно переводят как "[он не знает, что там было правда,] поскольку он сам не видел этого" или, как отмечает Стариков И., "поскольку он не понял финского языка", поскольку др.-англ. ne geseah "не видел" может быть переведено и как "не понял", поскольку в современном английском языке англ. to see "видеть" означает ещё и "понимать".

### Интерпретация Охтхере как правителя
Леонтьев А.И. отмечает, что Оттар, возможно, принадлежал к аристократам, которых называли хёвдингами, местными вождями в своей колонии - фюльке. Вероятно, он был образованным человеком, и во время правления Харальда Прекрасноволосого в 871 году переселился в Англию. Альфред Великий был заинтересован в том, чтобы его подданные перенимали опыт в мореходном искусстве, так как лучшими в мире мореплавателями в те времена считались норманны. По другой версии, Оттара и еще одного торговца, то ли норвежца, то ли англичанина по имени Вульфстан, ходившего по Балтийскому морю до его южных берегов, специально пригласил Альфред Великий, чтобы услышать и записать рассказы об их путешествиях. Рассказ Вульфстана (др.-англ. Wulfstan) о его путешествии в земли пруссов приводится после рассказа Охтхере. 
Некоторые исследователи утверждают, что Охтхере в своей земле мог претендовать на титул конунга или какого-либо местного правителя или вождя. Об этом сообщается в тексте, но достаточно трудно сказать, каким образом следует переводить и интерпретировать его слова: "[он имел ещё,] с тех пор как он [Охтхере] (звания) конунга искал (домогался), прирученных животных, непроданных, шесть сотен". Стариков И. отмечает, что обычно в этом месте видят указание на то, что Охтхере отправился искать короля Альфреда, то есть направился в Англию, но сам исследователь предполагает возможным то, что это является свидетельством того, что Охтхере претендовал на титул конунга и желал воспользоваться функциями дарообмена - проставления оленей (шести сотен) соплеменника в случае получения звания конунга. В любом случае, вопрос остаётся открытым. 
Некоторые исследователи вовсе говорят о том, что Охтхере был изгнанником и навсегда покинул Норвегию, приводя в подтверждение своей теории лингвистические сведения текста (к примеру, использование древнеанглийского претерита в отношении к личности Охтхере). 

## Путешествие Охтхере
Охтхере совершил путешествие по морю вдоль побережья Скандинавии и Кольского полуострова, затем побывал, предположительно, в Белом море и в течении Северной Двины, где располагались земли биармийцев, и далее прибыл на юг Дании, в Хедебю, и, в конце концов, в Англию (Уэссекс). В своем рассказе королю Альфреду он подробно описал свой маршрут и встреченные им племена и их обычаи: свеев, саамов, каянов или квенов (др.-англ. Cwenas) и биармов (др.-англ. Beormas). Также Оттар кратко сообщил и о взаимоотношениях упомянутых им племён.

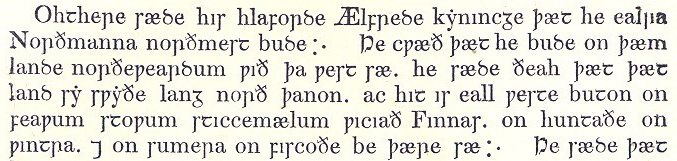
Начальные строки из «Путешествия Оттара»: "Оттар сказал своему господину, королю Альфреду, что он живёт севернее всех людей севера..." (Thorpe B., 1900 год).

Из текста рукописи очевидно, что Охтхере затем совершил ещё несколько морских путешествий в Белое море в целях добычи коне-китов (моржей) и моржового зуба, который он даже привёз королю Альфреду Великому. Вероятно, с ним отправились в морской путь несколько его людей. Имеется возможность того, что Охтхере даже скрыл или изменил некоторые географические данные исследованных им земель или другие сведениях о них в отчёте королю Альфреду, поскольку не хотел видеть конкуренции в своём промысле. 
В своём рассказе Охтхере предоставил древним англичанам значительные сведения о географии, народах и особенностях фауны Северной Европы и исследованных ими мест. Англосаксы из его отчёта узнали о неизвестных им ранее моржах, северных оленях и способах их промысла. Поскольку Оттар был хорошо принят королём Альфредом в период, когда Англия подвергалась жестоким набегам викингов, он, скорее всего, не участвовал в нападениях скандинавов и их экспансии и прибыл в Англию по торговым делам. 